# Amir Hadj Massoued
Amir Hadj Massoued (8 de fevereiro de 1981) é um futebolista profissional tunisiano, que atua como defensor.

## Carreira
Amir Hadj Massoued representou a Seleção Tunisiana de Futebol nas Olimpíadas de 2004.